# CA Oradea
El CA Oradea es un equipo de fútbol de Rumania que juega en la Liga III, la tercera división de fútbol del país.

## Historia
Fue fundado en el año 1910 en la ciudad de Oradea, al oeste de Rumania y antes de la Primera Guerra Mundial estuvo participando en torneos locales y regionales. En 1932 jugó por primera vez en la Liga I, donde estuvo en 6 temporadas hasta 1938, y las siguientes temporadas jugó el la Liga II hasta 1940.
Durante la Segunda Guerra Mundial, el club jugó en la Liga de Hungría bajo el nombre Nagyváradi AC, obteniendo el título de liga en la temporada de 1943/44.
Al finalizar la Segunda Guerra Mundial, el CAO retorna a Rumania y juega con el nombre Libertatea en la Liga I. En 1948 cambia su nombre a IC Oradea y gana el título de liga en la temporada de 1948/49. Milita otras 5 temporadas y cambia su nombre al de Progresul y en 1954 desciende a la Liga II, aunque un año después retorna a la primera categoría.
En 1958 desciende a la Liga II y cambia su nombre por el de CS Oradea, y para 1961 lo cambia por el de Crisana, regresando a la Liga I en 1962, descendiendo en esa temporada a la Liga II y desaparece en 1963.
El club participó en 17 temporadas de la Liga I, en donde jugó 378 partidos, de los cuales ganó 145, anotó 630 goles y recibió 635.

### Refundación
El 17 de marzo de 2017 el club es refundado como una institución deportiva conocida como ASC CAO 1910, conservando los colores originales verde y blanco. Posteriormente iniciaron un plan de mercadeo en donde lanzaron sus páginas oficiales y en Facebook.
El 28 de julio de 2017 firmaron un convenio de cooperación con el CSM Oradea, con el fin de que los jugadores del club filial participaran en el club y al mismo tiempo fueron admitidos en la Liga V.

## Palmarés
- Liga I (1): 1948–49
- Liga II (2): 1955, 1961–62
- Romanian Cup (1): 1956
- Hungarian National Championship I (1): 1943–44

## Jugadores

### Jugadores destacados
| - Elemér Berkessy - Iuliu Bodola - Gyula Lóránt - Francisco Rónay | - Nicolae Simatoc - Gheorghe Váczi - Mircea David - Iosif Petschovschi |